# Michael Battistini
Michael Battistini, né le 8 octobre 1996, est un footballeur international saint-marinais qui évolue au poste de milieu de terrain au Tre Penne.

## Biographie

### Carrière nationale
Le 19 mars 2017, Michael Battistini réalise ses débuts avec l'équipe de Saint-Marin, contre la Moldavie en match amical,.